# محمدامین آتشی
 حکیم محمد امین آتشی  یا امینا شاعر پارسی گوی قرن یازدهم هجری و هفدهم میلادی و پزشک دربار محمد عادل شاه بن ابراهیم فرمانروای بیجاپور بود.

## زندگی‌نامه
وی در قرن یازدهم هجری می‌زیسته‌است. از زندگی و احوال او اطلاعات اندکی در دست است. ظاهراً از شاعران ایرانی نژادی بوده که به دکن کوچیده و در آنجا به مال و مقام رسیده‌است. چنان‌که از اشعارش بر می‌آید، پسری به نام شمس الدین محمد داشته که پس از مدتها دوری از پدر به هند رفته‌است. وی تا سال ۱۰۶۷ قمری و ۱۶۵۷ میلادی زنده بوده‌است. در بسیاری تذکره‌ها حتی تذکره نصرآبادی که معاصر بوده نامی از این شاعر نیامده است، اما فروغی استرآبادی در فتوحات عادل شاهی و زبیری در بساتین السلاطین از او یاد کرده‌است. علاوه بر شاعری، در طب و حکمیت نیز دستی داشته‌است؛ به همین دلیل هم به حکیم معروف شده‌است.

## سروده‌ها
- دیوانی مشتمل بر قصاید، قطعات، غزلیات منظم به ترتیب الفبایی، رباعیات و مطایبات.
- مثنویهایی بر وزن مثنوی‌های نظامی گنجوی؛ از جمله:
  - عادلنامه بر وزن اسکندر نامه
  - محبت نامه بر وزن خسرو و شیرین
  - دو مثنوی معدن الافکار و مجمر انوار بر وزن مخزن الانوار
- هدایت نامه بر وزن مثنوی معنوی